# Iphis (fille de Pénée)
Pour les articles homonymes, voir Iphis.
Dans la mythologie grecque, Iphis (en grec ancien Ἶφις / Íphis) est une des filles du dieu fleuve Pénée.

## Famille
Iphis est la fille du dieu fleuve Pénée  avec une compagne inconnue.
Elle épouse Éole, fils d'Hellen, par qui elle devint la mère de Salmonée.

## Sources
1. 1 2 3  Hellanicos dans une scholie sur Le Banquet de Platon 208 (p. 376)